# Iván Martos Campillo
Iván Martos Campillo (Manresa, España, 11 de abril de 1997), más conocido como Iván Martos, es un futbolista español que juega en la demarcación de defensa y su equipo es el C. D. Eldense de la Segunda División de España.

## Trayectoria
Comenzó su carrera deportiva desde muy joven de edad en las categorías inferiores del Club Gimnàstic Manresa, C. F. Damm y F. C. Barcelona.[cita requerida] En la temporada 2013-14 ingresó en la estructura de la U. D. Almería para jugar en juveniles.
En la 2016-17 ascendió al filial que acababa de descender de Segunda División B.
Después de dos años en el filial, en la temporada 2018-19 logró formar parte del primer equipo afianzándose en el carril zurdo del equipo de Fran Fernández, que lo conocía desde su etapa en el segundo. Durante la temporada 2019-20 se convirtió en el futbolista que más minutos disputó de toda la plantilla con 3115.
Tras cinco años defendiendo la camiseta de la U. D. Almería y de su filial, el 5 de octubre de 2020 fue cedido al Rayo Vallecano por una temporada con opción de compra. Con este equipo consiguió un ascenso a Primera División, así como la siguiente campaña en su vuelta a Almería. Sin embargo, duranta la campaña sufrió una lesión de gravedad que no le permitió jugar en el tramo final de la misma.
Una vez recuperado y tras varios meses entrenando al mismo ritmo que sus compañeros, en enero de 2023 fue cedido al F. C. Cartagena para volver a tener minutos compitiendo en Segunda División.
El 22 de julio de 2023 se hizo oficial su desvinculación de la U. D. Almería tras siete campañas en el equipo andaluz para incorporarse días después a la S. D. Huesca. Allí estuvo una temporada y la siguiente se unió al C. D. Eldense.

## Clubes
| Club              | País   | Año       | Partidos | Goles |
| ----------------- | ------ | --------- | -------- | ----- |
| U. D. Almería "B" | España | 2016-2018 | 79       | 7     |
| U. D. Almería     | España | 2018-2020 | 69       | 0     |
| Rayo Vallecano    | España | 2020-2021 | 17       | 1     |
| U. D. Almería     | España | 2021-2023 | 14       | 0     |
| F. C. Cartagena   | España | 2023      | 16       | 1     |
| S. D. Huesca      | España | 2023-2024 | 28       | 0     |
| C. D. Eldense     | España | 2024-     | 19       | 0     |